# Auguste Tardieu
Auguste Ambroise Tardieu (ur. 10 marca 1818 w Paryżu, zm. 12 stycznia 1879 tamże) – francuski lekarz, który jest uznawany za jednego z twórców medycyny sądowej. Opisał między innymi Plamki Tardieu, wybroczyny powstające na ciele zmarłego w przypadku uduszenia.